# Daniel Fröschl

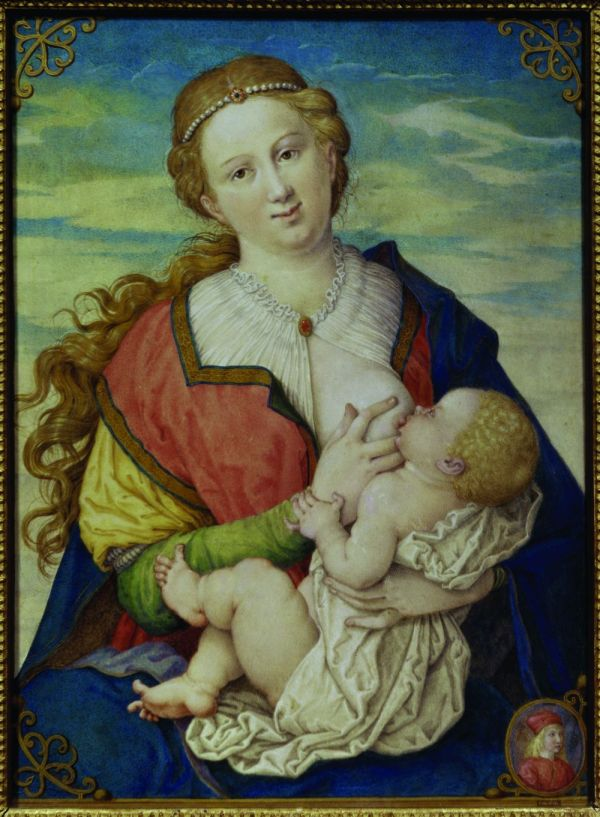
Fröschl: Maríaa con el niño (hacia 1600), según Durero

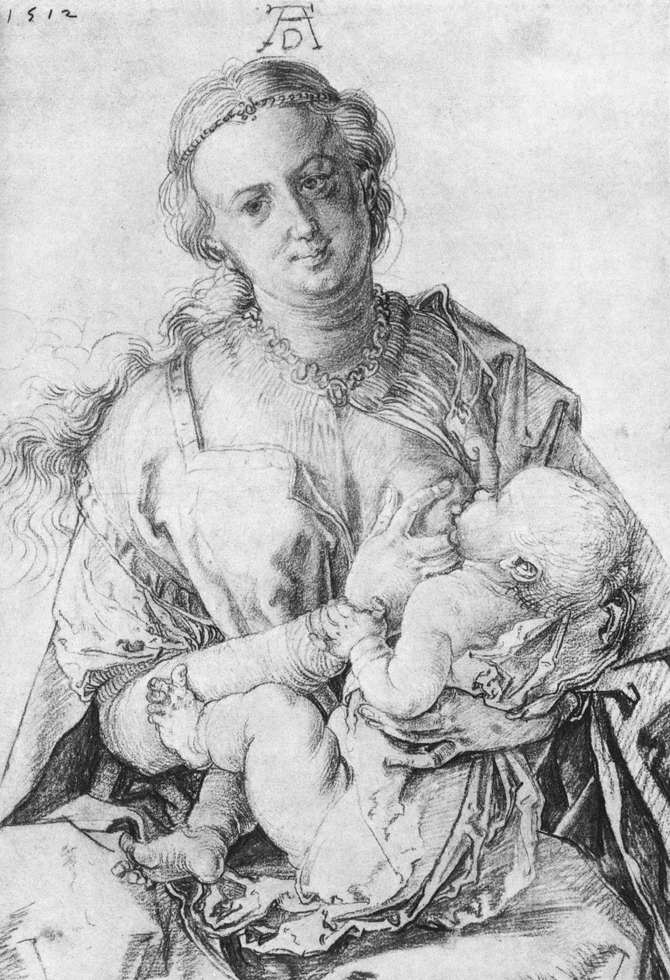
Durero: María amamantando al niño (1512)

Daniel Fröschl (1563, Augsburgo; 15 de octubre de 1613, Praga) fue un pintor alemán.

## Vida
Fröschl se formó inicialmente en su ciudad natal, Augsburgo. Posteriormente fue a Florencia para estudiar con Jacopo Ligozzi. Luego trabajó para los Medici en Pisa y Florencia hasta que finalmente aceptó un empleo como pintor de miniaturas en la corte de Rodolfo II en Praga en 1603.  Fröschl fue más conocido por sus copias en miniatura de obras de  Michelangelo, Correggios y Durero. También ilustró trabajos científicos.